# Fase final de la Liga de Naciones de la UEFA 2020-21
La fase final de la Liga de Naciones de la UEFA 2020-21 fue la fase final de la temporada 2020-21 de la Liga de las Naciones de la UEFA, la segunda temporada de la competición internacional de fútbol en la que participaron los equipos nacionales masculinos de las asociaciones miembro de la UEFA. El torneo se disputó del 6 al 10 de octubre de 2021, y fue disputado por los cuatro ganadores del grupo de la Liga A de las Naciones. Consistirá de dos semifinales, un partido para el tercer lugar y una Final para determinar los campeones inaugurales de la Liga de Naciones de la UEFA.

## Formato
Las finales de la Liga de las Naciones se llevarán a cabo en octubre de 2021 y serán disputadas por los cuatro ganadores de grupo de la Liga A. A cada uno de los cuatro equipos se le asignará un grupo de cinco equipos (en lugar de un grupo de seis equipos) para la fase de grupos de la clasificación para la Copa Mundial de 2022, dejando así la ventana de septiembre u octubre de 2021 disponible para las finales de la Liga de la Naciones.
Las finales de la Liga de Naciones se jugarán en partidos eliminatorios de un solo partido, que constarán de dos semifinales, un desempate por el tercer puesto y una final. Los emparejamientos de semifinales, junto con los equipos administrativos locales para el play-off y la final por el tercer lugar, se determinarán mediante un sorteo abierto. Todos los partidos del torneo utilizarán los sistemas tecnología de línea de gol y video árbitro asistente (VAR).
En las finales de la Liga de las Naciones, si los equipos están empatados al final del tiempo reglamentario:
- En las semifinales y la final, se jugarán 30 minutos de tiempo extra, donde cada equipo puede realizar un cuarto cambio.[7] Si el marcador sigue empatado después de la prórroga, el ganador se determina mediante una tanda de penaltis.
- En el tercer puesto, no se juega la prórroga y el ganador se determina mediante una tanda de penaltis. Este es un cambio con respecto a la anterior edición, que utilizaron tiempo extra en el play-off por el tercer lugar.

## Equipos clasificados
Los cuatro ganadores de grupo de la Liga A clasifican a la Final Four de la Liga de las Naciones. Portugal, el defensor del título, fue eliminada al finalizar segundos en su grupo, el cual ganó Francia.
| Grupo | Equipo  | Fecha de clasificación  | Participaciones anteriores | Posición FIFA (septiembre de 2021) |
| ----- | ------- | ----------------------- | -------------------------- | ---------------------------------- |
| A1    | Italia  | 18 de noviembre de 2020 | 0 (debut)                  | 5                                  |
| A2    | Bélgica | 18 de noviembre de 2020 | 0 (debut)                  | 1                                  |
| A3    | Francia | 14 de noviembre de 2020 | 0 (debut)                  | 4                                  |
| A4    | España  | 17 de noviembre de 2020 | 0 (debut)                  | 8                                  |

## Sedes
En su expediente de candidatura, la Federación Italiana de Fútbol propuso como sedes el San Siro de Milán y el Juventus Stadium de Turín.
| Milan Turin | Milan             | Turin             |
| ----------- | ----------------- | ----------------- |
| Milan Turin | San Siro          | Juventus Stadium  |
| Milan Turin | Capacidad: 75,923 | Capacidad: 41,507 |
| Milan Turin |                   |                   |

## Programación
Las fase final de la Liga de Naciones, originalmente programada del 2 al 6 de junio de 2021, se trasladaron al 6 al 10 de octubre de 2021 tras la reprogramación de la Eurocopa 2020 para junio y julio de 2021 debido a la pandemia de COVID-19. El torneo se llevará a cabo durante cinco días, con las semifinales el 6 y 7 de octubre (la primera de las cuales contará con el equipo anfitrión), y el partido por el tercer lugar y final tres días después de la segunda semifinal, el 10 de octubre de 2021.

## Cuadro
|  | Semifinales                             | Semifinales |                                 |   | Final | Final |
|  |                                         |             |                                 |   |       |       |
|  | 6 de octubre - San Siro, Milán          |             |                                 |   |       |       |
|  |                                         |             |                                 |   |       |       |
|  | Italia                                  | 1           |                                 |   |       |       |
|  | Italia                                  | 1           | 10 de octubre - San Siro, Milán |   |       |       |
|  | España                                  | 2           |                                 |   |       |       |
|  | España                                  | 2           | España                          | 1 |       |       |
|  | 7 de octubre - Juventus Stadium, Turín  |             | España                          | 1 |       |       |
|  |                                         | Francia     | 2                               |   |       |       |
|  | Bélgica                                 | Francia     | 2                               | 2 |       |       |
|  | Bélgica                                 |             |                                 | 2 |       |       |
|  | Francia                                 | 3           |                                 |   |       |       |
|  | Francia                                 | 3           | Partido por el tercer puesto    |   |       |       |
|  |                                         |             |                                 |   |       |       |
|  | 10 de octubre - Juventus Stadium, Turín |             |                                 |   |       |       |
|  |                                         |             |                                 |   |       |       |
|  | Italia                                  | 2           |                                 |   |       |       |
|  | Italia                                  | 2           |                                 |   |       |       |
|  | Bélgica                                 | 1           |                                 |   |       |       |

### Semifinales

#### Italia vs España
| 6 de octubre de 2021, 20:45 | Italia           | 1:2 (0:2) | España                     | Stadio Giuseppe Meazza, Milán                                                    |                                                                                  |
|                             | - Pellegrini 83' | Reporte   | - 17', 45+2' Ferran Torres | Asistencia: 33 524 espectadores Árbitro(s): Serguéi Karasiov VAR: Pol van Boekel | Asistencia: 33 524 espectadores Árbitro(s): Serguéi Karasiov VAR: Pol van Boekel |

|  |  |

| POR             | 21 | Gianluigi Donnarumma  |          |     |
| DEF             | 2  | Giovanni Di Lorenzo   |          |     |
| DEF             | 19 | Leonardo Bonucci      | 30', 42' |     |
| DEF             | 23 | Alessandro Bastoni    |          |     |
| DEF             | 13 | Emerson Palmieri      |          |     |
| MED             | 18 | Nicolò Barella        |          | 72' |
| MED             | 8  | Jorginho              |          | 64' |
| MED             | 6  | Marco Verratti        |          | 58' |
| DEL             | 14 | Federico Chiesa       |          |     |
| DEL             | 20 | Federico Bernardeschi |          | 46' |
| DEL             | 10 | Lorenzo Insigne       |          | 58' |
| Cambios:        |    |                       |          |     |
| DEF             | 3  | Giorgio Chiellini     |          | 46' |
| DEL             | 17 | Moise Kean            |          | 58' |
| MED             | 5  | Manuel Locatelli      | 82'      | 58' |
| MED             | 7  | Lorenzo Pellegrini    |          | 64' |
| DEF             | 4  | Davide Calabria       |          | 72' |
| Entrenador:     |    |                       |          |     |
| Roberto Mancini |    |                       |          |     |

| POR          | 23 | Unai Simón        |     |     |
| DEF          | 2  | César Azpilicueta | 45' |     |
| DEF          | 19 | Aymeric Laporte   |     |     |
| DEF          | 3  | Pau Torres        |     |     |
| DEF          | 17 | Marcos Alonso     |     |     |
| MED          | 8  | Koke              |     | 75' |
| MED          | 5  | Sergio Busquets   |     |     |
| MED          | 9  | Gavi              |     | 84' |
| DEL          | 22 | Pablo Sarabia     | 65' | 75' |
| DEL          | 11 | Ferran Torres     |     | 49' |
| DEL          | 21 | Mikel Oyarzabal   | 89' |     |
| Cambios:     |    |                   |     |     |
| DEL          | 7  | Yeremy Pino       | 71' | 49' |
| MED          | 20 | Mikel Merino      |     | 75' |
| MED          | 6  | Bryan Gil         |     | 75' |
| MED          | 10 | Sergi Roberto     |     | 84' |
| Entrenador:  |    |                   |     |     |
| Luis Enrique |    |                   |     |     |

| Jugador del partido: Ferran Torres (España) |

#### Bélgica vs Francia
| 7 de octubre de 2021, 20:45 | Bélgica                     | 2:3 (2:0) | Francia                                           | Juventus Stadium, Turín                                                           |                                                                                   |
|                             | - Carrasco 37' - Lukaku 40' | Reporte   | - 62' Benzema - 69' (pen.) Mbappé - 90' Hernández | Asistencia: 12 409 espectadores Árbitro(s): Daniel Siebert VAR: Christian Dingert | Asistencia: 12 409 espectadores Árbitro(s): Daniel Siebert VAR: Christian Dingert |

|  |  |

| POR              | 1  | Thibaut Courtois  |     |       |
| DEF              | 2  | Toby Alderweireld |     |       |
| DEF              | 3  | Jason Denayer     |     |       |
| DEF              | 5  | Jan Vertonghen    | 67' |       |
| MED              | 21 | Timothy Castagne  |     | 90+2' |
| MED              | 6  | Axel Witsel       |     |       |
| MED              | 8  | Youri Tielemans   |     | 70'   |
| MED              | 11 | Yannick Carrasco  |     |       |
| DEL              | 7  | Kevin De Bruyne   |     |       |
| DEL              | 9  | Romelu Lukaku     |     |       |
| DEL              | 10 | Eden Hazard       |     | 74'   |
| Cambios:         |    |                   |     |       |
| MED              | 17 | Hans Vanaken      |     | 70'   |
| DEL              | 20 | Leandro Trossard  |     | 74'   |
| DEL              | 23 | Michy Batshuayi   |     | 90+2' |
| Entrenador:      |    |                   |     |       |
| Roberto Martínez |    |                   |     |       |

| POR              | 1  | Hugo Lloris         |  |       |
| DEF              | 5  | Jules Koundé        |  |       |
| DEF              | 4  | Raphaël Varane      |  |       |
| DEF              | 21 | Lucas Hernández     |  |       |
| MED              | 2  | Benjamin Pavard     |  | 90+2' |
| MED              | 6  | Paul Pogba          |  |       |
| MED              | 14 | Adrien Rabiot       |  | 75'   |
| MED              | 22 | Theo Hernández      |  |       |
| DEL              | 7  | Antoine Griezmann   |  |       |
| DEL              | 19 | Karim Benzema       |  | 90+7' |
| DEL              | 10 | Kylian Mbappé       |  |       |
| Cambios:         |    |                     |  |       |
| MED              | 8  | Aurélien Tchouaméni |  | 75'   |
| DEF              | 12 | Léo Dubois          |  | 90+2' |
| MED              | 17 | Jordan Veretout     |  | 90+7' |
| Entrenador:      |    |                     |  |       |
| Didier Deschamps |    |                     |  |       |

| Jugador del partido: Kylian Mbappé (Francia) |

### Tercer lugar

#### Italia - Bélgica
| 10 de octubre de 2021, 15:00 | Italia                             | 2:1 (0:0) | Bélgica            | Juventus Stadium, Turín                                                       |                                                                               |
|                              | - Barella 47' - Berardi 65' (pen.) | Reporte   | - 86' De Ketelaere | Asistencia: 16 724 espectadores Árbitro(s): Srdjan Jovanović VAR: Marco Fritz | Asistencia: 16 724 espectadores Árbitro(s): Srdjan Jovanović VAR: Marco Fritz |

|  |  |

| POR             | 21 | Gianluigi Donnarumma  |     |       |
| DEF             | 2  | Giovanni Di Lorenzo   | 30' |       |
| DEF             | 15 | Francesco Acerbi      |     |       |
| DEF             | 23 | Alessandro Bastoni    |     |       |
| DEF             | 13 | Emerson Palmieri      | 82' |       |
| MED             | 18 | Nicolò Barella        |     | 70'   |
| MED             | 5  | Manuel Locatelli      |     |       |
| MED             | 7  | Lorenzo Pellegrini    |     | 70'   |
| DEL             | 11 | Domenico Berardi      |     | 90+1' |
| DEL             | 9  | Giacomo Raspadori     |     | 65'   |
| DEL             | 14 | Federico Chiesa       |     | 90+2' |
| Cambios:        |    |                       |     |       |
| DEL             | 17 | Moise Kean            |     | 65'   |
| MED             | 16 | Bryan Cristante       |     | 70'   |
| MED             | 8  | Jorginho              |     | 70'   |
| DEL             | 10 | Lorenzo Insigne       |     | 90+1' |
| MED             | 20 | Federico Bernardeschi |     | 90+2' |
| Entrenador:     |    |                       |     |       |
| Roberto Mancini |    |                       |     |       |

| POR              | 1  | Thibaut Courtois     |     |     |
| DEF              | 2  | Toby Alderweireld    | 63' |     |
| DEF              | 3  | Jason Denayer        |     |     |
| DEF              | 5  | Jan Vertonghen       | 14' |     |
| MED              | 21 | Timothy Castagne     |     |     |
| MED              | 6  | Axel Witsel          | 56' |     |
| MED              | 8  | Youri Tielemans      |     | 59' |
| MED              | 22 | Alexis Saelemaekers  |     | 59' |
| DEL              | 17 | Hans Vanaken         |     |     |
| DEL              | 23 | Michy Batshuayi      |     |     |
| DEL              | 11 | Yannick Carrasco     |     | 87' |
| Cambios:         |    |                      |     |     |
| MED              | 7  | Kevin De Bruyne      |     | 59' |
| DEL              | 18 | Charles De Ketelaere |     | 59' |
| DEL              | 20 | Leandro Trossard     |     | 87' |
| Entrenador:      |    |                      |     |     |
| Roberto Martínez |    |                      |     |     |

| Jugador del partido: Domenico Berardi (Italia) |

### Final

#### España - Francia
| 10 de octubre de 2021, 20:45 | España          | 1:2 (0:0) | Francia                    | Stadio Giuseppe Meazza, Milán                                                  |                                                                                |
|                              | - Oyarzabal 64' | Reporte   | - Benzema 66' - Mbappé 80' | Asistencia: 31 511 espectadores Árbitro(s): Anthony Taylor VAR: Stuart Attwell | Asistencia: 31 511 espectadores Árbitro(s): Anthony Taylor VAR: Stuart Attwell |

|  |  |

| POR          | 23 | Unai Simón        |     |     |
| DEF          | 2  | César Azpilicueta |     |     |
| DEF          | 19 | Aymeric Laporte   | 86' |     |
| DEF          | 12 | Eric García       |     |     |
| DEF          | 17 | Marcos Alonso     |     |     |
| MED          | 9  | Gavi              |     | 75' |
| MED          | 5  | Sergio Busquets   |     |     |
| MED          | 16 | Rodri             |     | 84' |
| DEL          | 11 | Ferran Torres     |     | 84' |
| DEL          | 22 | Pablo Sarabia     |     | 61' |
| DEL          | 21 | Mikel Oyarzabal   |     |     |
| Cambios:     |    |                   |     |     |
| DEL          | 7  | Yeremy Pino       |     | 61' |
| MED          | 8  | Koke              |     | 75' |
| MED          | 20 | Mikel Merino      |     | 84' |
| MED          | 18 | Pablo Fornals     |     | 84' |
| Entrenador:  |    |                   |     |     |
| Luis Enrique |    |                   |     |     |

| POR              | 1  | Hugo Lloris         |     |       |
| DEF              | 5  | Jules Koundé        | 55' |       |
| DEF              | 4  | Raphaël Varane      |     | 43'   |
| DEF              | 3  | Presnel Kimpembe    |     |       |
| MED              | 2  | Benjamin Pavard     |     | 79'   |
| MED              | 6  | Paul Pogba          | 46' |       |
| MED              | 8  | Aurélien Tchouaméni |     |       |
| MED              | 22 | Theo Hernández      |     |       |
| DEL              | 7  | Antoine Griezmann   |     | 90+2' |
| DEL              | 19 | Karim Benzema       |     |       |
| DEL              | 10 | Kylian Mbappé       | 90' |       |
| Cambios:         |    |                     |     |       |
| DEF              | 15 | Dayot Upamecano     |     | 43'   |
| DEF              | 12 | Léo Dubois          |     | 79'   |
| MEF              | 17 | Jordan Veretout     |     | 90+2' |
| Entrenador:      |    |                     |     |       |
| Didier Deschamps |    |                     |     |       |

| Jugador del partido: Karim Benzema (Francia) Árbitros asistentes: Gary Beswick (Inglaterra) Adam Nunn (Inglaterra) Cuarto árbitro: Craig Pawson (Inglaterra) Asistentes VAR: Chris Kavanagh (Inglaterra) Lee Betts (Inglaterra) Pol van Boekel (Países Bajos) | Reglas del partido - 90 minutos - 30 minutos de tiempo suplementario de ser necesario. - Tiros desde el punto penal si el resultado siguiera empatado. - Un máximo de 12 jugadores sustitutos. - Máximo de cinco cambios, con un sexto permitido en la prórroga. |

|                             |
| Bandera de Francia          |
| Campeón Francia 1.er título |

## Premios y reconocimientos
Jugador del Torneo
El Premio al jugador del torneo fue entregado a Sergio Busquets, quien fue elegido por los observadores técnicos de la UEFA.
- Sergio Busquets[15]

Trofeo Alipay al Máximo Goleador
El Trofeo Alipay al Máximo Goleador, otorgado al máximo goleador del torneo, fue entregado a Kylian Mbappé, quien marcó dos goles y registró una asistencia. La clasificación se determinó utilizando los siguientes criterios: goles, asistencias, menor número de minutos jugados y goles en la clasificación.
Clasificación de máximos goleadores
| Pos.              | Jugador       | Goles | Asistencias | Minutos |
| ----------------- | ------------- | ----- | ----------- | ------- |
| Medalla de oro    | Kylian Mbappé | 2     | 1           | 180     |
| Medalla de plata  | Ferran Torres | 2     | 0           | 133     |
| Medalla de bronce | Karim Benzema | 2     | 0           | 180     |

Mejor gol
El gol de Karim Benzema que hacía que Francia empatase la final frente a España fue elegido el mejor gol del torneo.
- Karim Benzema[18]